# Ululodes apollinaris
Ululodes apollinaris is een insect uit de familie van de vlinderhaften (Ascalaphidae), die tot de orde netvleugeligen (Neuroptera) behoort. 
Ululodes apollinaris is voor het eerst wetenschappelijk beschreven door Navás in 1927.